# Kelly Sweet
Pour les articles homonymes, voir Sweet.
 (septembre 2015).
Kelly Sweet est une chanteuse américaine née le 29 mars 1988.

## Biographie
Kelly Sweet est née dans une famille de musiciens à Cape Cod dans le Massachusetts, sa jeunesse a été imprégnée par le jazz qui faisait partie du répertoire de son père, elle apprit la musique dès son plus jeune âge et fit sa première représentation à l’âge de 4 ans au Conservatoire de Cape Cod.
À l’âge de sept ans, à la suite du divorce de ses parents, elle part vivre avec sa mère à Kanab dans l’Utah et commence à travailler régulièrement avec un coach vocal afin de perfectionner ses compétences en tant que chanteuse, elle chante dans divers évènements comme des foires, festivals et théâtres.
Au cours des étés 2000 et 2001, Kelly étudie le théâtre musical dans le Michigan, sa mère et elle décide de partir sur les routes durant deux ans dans le but de trouver des opportunités pour Kelly de faire des prestations scéniques et font des aller-retour entre Kanab, Las Vegas et Los Angeles.
À 14 ans Kelly fait la première partie de Kenny Loggins à Las Vegas.
Après écoute d’un CD de démos l’équipe des Lakers NBA donne l’opportunité à Kelly de chanter l’hymne national à trois reprises.
Kelly rencontre en juillet 2004 Mark Portmann (Josh Groban, Céline Dion), producteur et nommé aux Grammy Awards, avec lui elle commence à travailler sur un projet musical.
De Juillet à octobre 2006, Kelly fera la première partie de Paul Simon et interprétera en a cappella God bless America lors des éliminatoires de baseball.
En octobre 2006, Kelly sort son premier EP nommé sobrement Kelly Sweet, ce EP contient trois titres studio dont deux qui se retrouveront sur son premier album ainsi qu’une version live de We Are One, cette chanson ainsi que Ready for Love seront utilisées dans des séries télévisées.
Elle sortira fin 2006 un second EP comprenant des chants de Noël.
Son premier album We Are One, sort le 6 mars 2007, il comprend le premier single Raincoat qui atteindra la neuvième place du palmarès AC radio.
En juillet de la même année elle chantera l’hymne national lors du match de baseball opposant les Padres de San Diego au Mets de New York. Plus récemment, des remixes de sa chanson We Are One ont été réalisés par Dave Audé, Radioactive Sandwich, Matt Pison, et Electronathon.
En 2009, Kelly commence à travailler sur son nouvel album, ce dernier marque un virage dans la carrière de la jeune chanteuse, les ambiances acoustiques étant remplacées par des sons plus électroniques. Ce second album sort le 22 août 2012 au Japon uniquement. Le premier single extrait est la chanson éponyme de l'album, Ashes of My Paradise, ce single sera également accompagné d'un clip.
Quelques mois plus tard, Kelly édite un single spécialement écrit pour la période de Noël, la chanson « White Skies & Moonlight » qui sort durant la période des fêtes de Noël, il s'ensuit en 2013 un EP nommé Sirens, comportant trois titres du nouvel album ainsi que deux remix, c'est également durant cette période qu'une tournée prend place aux États-Unis. Durant l'année Kelly enregistre deux chansons « Fire & Ice » et « Gravity » avec le DJ Kevin Wild, ces deux titres ne sont actuellement pas encore disponibles à la vente.
Au début de 2014, une reprise de In the Air Tonight de Phil Collins est enregistrée par la chanteuse et est mis en vente sur Itunes le 14 janvier, cette reprise est également présente dans la bande annonce de la nouvelle série de J. J. Abrams intitulé Believe.

## Discographie Solo

### Singles
| Année | Titre                     | Chart | Album                |
| Année | Titre                     | US    | Album                |
| ----- | ------------------------- | ----- | -------------------- |
| 2006  | "Raincoat"                | —     | We Are One           |
| 2007  | "We Are One"              | —     | We Are One           |
| 2007  | "Dream On"                | —     | We Are One           |
| 2012  | "Ashes of My Paradise"    | —     | Ashes of My Paradise |
| 2012  | "Sirens"                  | —     | Ashes of My Paradise |
| 2012  | "White Skies & Moonlight" | —     | —                    |
| 2014  | "In the Air Tonight"      | —     | —                    |

### Autres
| Année | Artiste                 | Titre(s)   | Label                 | Type   | Notes                                                    |
| ----- | ----------------------- | ---------- | --------------------- | ------ | -------------------------------------------------------- |
| 2014  | Punk Party              | You & I    | Aropa Records         | Single | Remix d'une chanson présente sur Ashes of My Paradise    |
| 2014  | Kevin Wild & Punk Party | Gravity    | Ride Recordings       | Single | Kelly chante le titre Gravity                            |
| 2014  | Milkman                 | Reboot     | Milkman Entertainment | E.P.   | Kelly chante le titre Underwater en duo avec Keith Varon |
| 2014  | Juventa                 | Superhuman | Enhanced Recordings   | Single | Kelly chante le titre Superhuman                         |
| 2015  | Kevin Wild              | Fire & Ice | Ride Recordings       | Single | Kelly chante le titre Fire & Ice                         |
| 2016  | Husman                  | Atmosphere | Armada Captivating    | Single | Kelly chante le titre Atmosphere                         |

## Discographie avec Tremble

### Singles
| Année | Titre                    | Chart | Album                   |
| Année | Titre                    | US    | Album                   |
| ----- | ------------------------ | ----- | ----------------------- |
| 2015  | "Illumination"           | —     | In the Chaos            |
| 2016  | "Want to Want Me"        | —     | —                       |
| 2016  | "Angels Fly Away"        | —     | —                       |
| 2017  | "As Long As You Love Me" | —     | —                       |
| 2017  | "Thorns"                 | —     | —                       |
| 2019  | "What Is Anything"       | —     | What Is Anything Anyway |